# CAジュベントス
CAジュベントス (ポルトガル語: Clube Atlético Juventus) は、ブラジル・サンパウロ州モオカを本拠地とするサッカークラブである。ブラジルにはジュベントスと名乗るクラブが他にもあるため、サンパウロ州の略称を表す「SP」を付けてジュベントス-SP (Juventus-SP) と表記されることがある。

## 歴史
1924年4月20日、イタリアから移民してきた起業家ロドルフォ・クレスピによって、コトニフィシオ・ロドルフォ・クレスピFC (Cotonifício Rodolfo Crespi Futebol Clube) が設立された。当時は黒・白・赤のクラブカラーを採用していた。1929年にはサンパウロ州選手権2部で優勝した。
1930年、クラブ名をイタリアサッカークラブのユヴェントスFCに因んで、現在のCAジュベントスに変更した。創設者であるロドルフォ・クレスピがユヴェントスのサポーターであったことが理由である。ユニフォームも当初はユヴェントスのクラブカラーである黒と白を使用する案もあったが、最終的にはユヴェントスと同じトリノを本拠地とする、FCトリノのクラブカラーと同じ臙脂と白を採用することとなった。

## タイトル
- カンピオナート・ブラジレイロ・セリエB : 1回
  - 1983
- コパ・パウリスタ : 1回
  - 2007
- カンピオナート・パウリスタ・セリエA2 : 1回
  - 1929, 2005

## 歴代監督
- バウエル 1959
- ジョゼ・カルロス・セホーン 1994, 2013
- セルジオ・ファリアス 1999-2000
- エドゥ・マランゴン 2005, 2007, 2009
- セルジオ・ソアレス 2006, 2008

## 歴代所属選手

### GK
- 磯部和彦 2014

### DF
- ネネ 1996

- ルイゾン 1999-2000

### MF
- セーザル 1992-1994
- ポンテ 1995-1996

- エメルソン 2005
- アウミール 2007

### FW
- メノッティ 1969

- 三浦知良 1982
- 檜垣裕志 1997-1999